# Melvin van der Voort
Melvin van der Voort (* 20. Juli 2005 in Ede) ist ein niederländischer Motorradrennfahrer.

## Karriere
Van der Voorts Karriere begann 2019 in der IDM Supersport 300. Da er zum Saisonbeginn erst 13 war, war er einer der jüngsten Fahrer im Feld. Er fuhr eine Yamaha YZF-R3 für SWPN und wurde Gesamtneunter. 2020 konnte er sich mit zwei dritten Plätzen auf den sechsten Gesamtrang steigern.
Aufgrund seiner Körpergröße stiegen van der Voort und sein Team 2021 in die Supersport 600-Kategorie auf. Aufgrund des Mindestalters von 16 Jahren musste der Niederländer die ersten beiden Saisonwochenenden auslassen. Dennoch schloss er die Saison als Gesamt-14. mit 38 Punkten ab.
Nachdem er 2022 schon einige starke Resultate erzielt hatte, gelangen van der Voort auf dem TT Circuit Assen mit zwei zweiten Plätzen die ersten beiden Podestplätze in dieser Kategorie. Da der Sieger beider Läufe, sein Landsmann Glenn van Straalen, ein Gastfahrer war, der Vollzeit in der Supersport-Weltmeisterschaft antritt, bekam van der Voort sogar die volle Punktzahl zugeschrieben. Dasselbe war auch bei ersten Lauf auf dem Red Bull Ring der Fall, den Patrick Hobelsberger, ein weiter Supersport-WM-Vollzeitstarter, für sich entschied, was zum dritten Mal in Folge für den SWPN-Piloten 25 Punkte bedeutete. Nach einem dritten Platz im zweiten Lauf gelangen van der Voort beim Saisonfinale auf dem Hockenheimring Baden-Württemberg seinen ersten beiden Supersport-600-Rennsiege. Damit wurde er sogar hinter Max Enderlein Vizemeister mit 208 Punkten.
2023 wurde van der Voort mit sechs Siegen und 245 Punkten IDM-Supersport-600-Gesamtsieger. Zum Saisonende hatte zwar zunächst sein Landsmann Twan Smits die Meisterschaft für sich entschieden, doch nach Saisonende entschied der DSMB, van der Voorts Disqualifikation vom Assen-Lauf nichtig zu machen. Dort war er, nachdem er als erster ins Ziel gekommen war, zunächst disqualifiziert worden, da er angeblich Smits kurz vor dem Ziel zu Sturz gebracht hatte. Jedoch hatte SWPN Einspruch eingelegt und den Prozess schlussendlich auch gewonnen.
Kurz nach Saisonende wagten SWPN und van der Voort zudem einen Wildcard-Start beim Supersport-WM-Saisonfinale auf dem Circuito de Jerez. Nach einem Sturz im ersten Lauf fuhr der Niederländer am Sonntag als 13. seine ersten Punkte ein.
2024 beendet van der Voort seine fünfjährige Zusammenarbeit mit SWPN und verlässt das IDM-Paddock. Er wird in der ESBK Supersport für Yamaha MS Racing antreten.

## Statistik
- 2023 – IDM-Supersport-600-Meister

### In der Supersport-Weltmeisterschaft
(Stand: Saisonende 2023)
| Saison | Team      | Motorrad      | Rennen | Siege | Zweiter | Dritter | Poles | Schn. Runden | Punkte | Ergebnis |
| ------ | --------- | ------------- | ------ | ----- | ------- | ------- | ----- | ------------ | ------ | -------- |
| 2023   | Team SWPN | Yamaha YZF-R6 | 2      | –     | –       | –       | –     | –            | 3      | 39.      |
| Gesamt | Gesamt    | Gesamt        | 2      | 0     | 0       | 0       | 0     | 0            | 3      |          |